# هرفته (چگنی)
هرفته روستایی از توابع بخش چگنی شهرستان چگنی در استان لرستان ایران است.

## جمعیت
این روستا در دهستان دوره قرار دارد و براساس سرشماری مرکز آمار ایران در سال ۱۳۸۵، جمعیت آن ۲۲۴ نفر (۵۲ خانوار) بوده‌است.